# Malle Babbe
Malle Babbe es una pintura del maestro de la Edad de Oro holandesa Frans Hals, pintada entre 1633 y 1635 y ahora en la Gemäldegalerie de Berlín. La pintura también fue antaño titulada Hille Bobbe o La Bruja de Haarlem. Fue tradicionalmente interpretada como un tronie, o pintura de género en formato de busto expresivo caracterizando un personaje concreto, en este caso describiendo una figura mítica, una bruja. Posteriormente se descubrió que la pintura era en realidad un retrato de género representando a un individuo concreto de Haarlem, conocida como Malle Babbe (Barbara la "loca"), que pudo haber sido una alcohólica o padecer una enfermedad mental.
La pintura ya fue objeto de admiración artística en vida de Hals, como confirman las varias copias y variantes pintadas por sus seguidores conservadas. Fue admirada por Gustave Courbet, que realizó una copia de la obra en 1869 mientras estaba en exhibición en Múnich.

## Pintura
La pintura mide 75 × 64 cm y muestra la figura de medio cuerpo de una mujer sonriente, sentada en la esquina de una mesa, aparentemente hablando o riéndose de alguien o algo a la derecha del lienzo, fuera del encuadre. Con la mano derecha, la mujer sujeta el asa de una jarra de cerveza de peltre con la tapa levantada. Hay un búho sobre el hombro de la bebedora. La ropa de la mujer es sencilla y se corresponde con la moda de las clases humildes en la década de 1630 en Haarlem. Su cara está animada por una mueca casi maníaca. El manejo muy libre de la pincelada y el movimiento es propio del estilo de Hals, y no muy diferente al de sus retratos más formales por encargo.

## Nombre
La pintura fue durante mucho tiempo mal etiquetada como Hille Bobbe (alternativamente, La Bruja de Haarlem) debido a una lectura errónea de la inscripción en la parte posterior del marco que en realidad dice Malle Babbe van Haerlem … Fr[un]ns Hals (Malle Babbe de Haarlem).

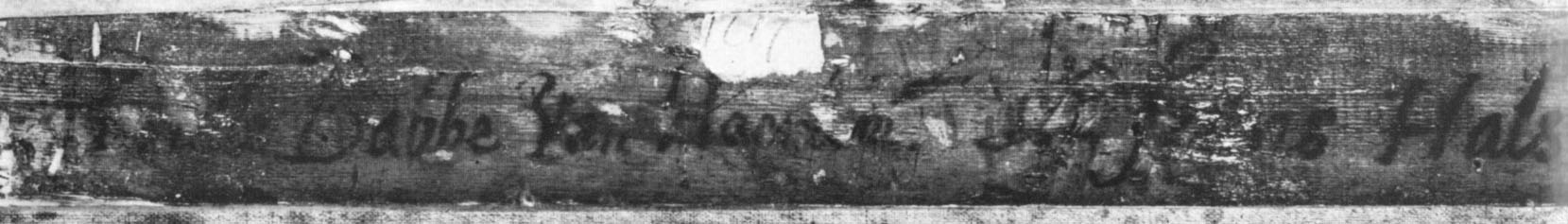
Inscripción en el reverso: Malle Babbe van Haerlem ... Fr[Un]ns Hals

Creyéndola una bruja, el búho era considerado un posible familiar. Sin embargo, el parecido con otras obras de Frans Hals indica que en realidad se trata de una escena de taberna y análisis modernos descubrieron que el búho fue pintado más tarde por el propio Hals, probablemente para reflejar el proverbio holandés para referirse a alguien muy ebrio, "borracho como un búho."

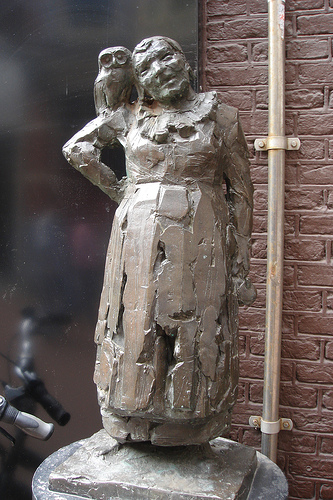
Bronce de Malle Babbe, de Kees Verkade (1978), localizado en Barteljorisstraat, Haarlem.

## La verdadera Malle Babbe
La investigación en el municipio de Haarlem demostró que realmente existió una verdadera Malle Babbe, llamada Barbara Claes. Estaba incluida en una lista de los residentes del hospital local llamado Het Dolhuys, situado fuera de las murallas de ciudad, que servía a personas que eran peligrosas para sí mismas o la sociedad, así como un albergue para los viajeros que llegaban después del cierre de las puertas de la ciudad al anochecer. Alrededor de 1642, Pieter Hals, un hijo de Frans Hals, estaba también en este hospicio. Hals y Malle Babbe probablemente ya se habían conocido para entonces, ya que evidentemente era una figura bien conocida en Haarlem, a pesar de que no sobreviven más detalles biográficos excepto que murió en 1663. En holandés, Babbe es un diminutivo de Barbara y el adjetivo "Malle" significa "chiflado" y no era raro que los pintores o los escritores describieran a este tipo de figura aldeana estrafalaria, el loco o el tonto del pueblo. Este tipo de representación ha conservado el registro de estas figuras desequilibradas que deambulaban por la vida cotidiana, con las que el artista también podía disfrutar explorando la delgada línea entre cordura y locura.

## Otras pinturas

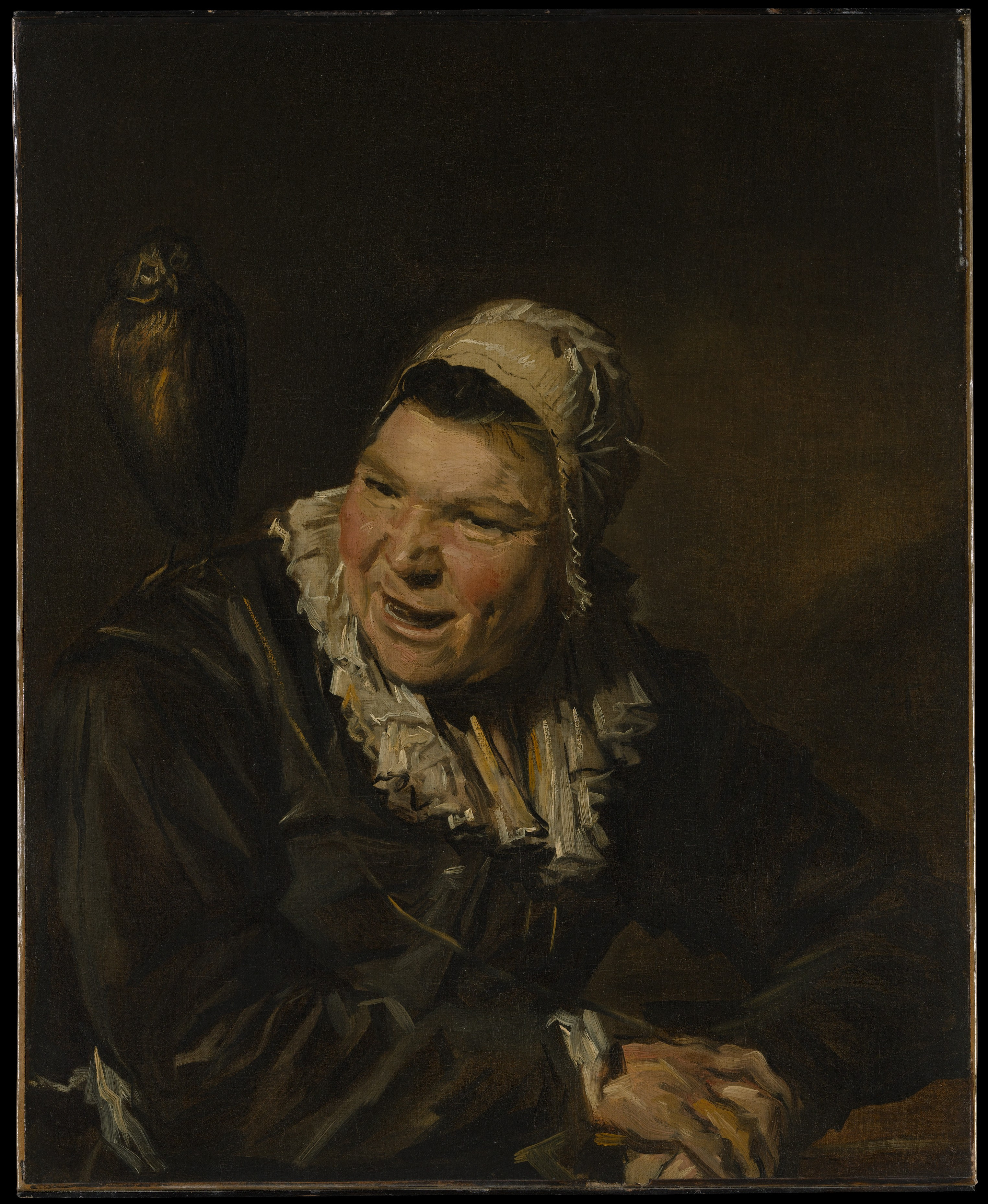
Malle Babbe, óleo sobre lienzo, 74,9 x 61 cm, Museo Metropolitano de Arte.

El Museo Metropolitano de Arte de Nueva York posee una pintura muy similar. No está claro quién fue el autor. Antiguamente también se atribuyó a Frans Hals, pero ahora se cree que es el trabajo de uno de sus alumnos.
Otra variante muestra a Malle Babbe acompañada por un bebedor. Hay dos pinturas de autoría desconocida en los que aparece una figura masculina adaptada de un trabajo de Adriaen Brouwer. El hombre y la mujer aparecen detrás de una mesa llena de pescados. Hay otras dos copias del retrato de Babbe, pero sin el búho.
Han van Meegeren creó una versión del tema al estilo de Vermeer que se exhibe en el Rijksmuseum.

## Canción
En los Países Bajos, la pintura también dio su nombre a una canción bien conocida, escrita por Boudewijn de Groot y Lennaert Nijgh e interpretada por primera vez en 1973 por Rob de Nijs. Sin embargo, la protagonista de la canción "Malle Babbe" se inspira en otra obra de Frans Hals, La gitana, que describe a una joven de provocativo escote, posiblemente una prostituta. La canción celebra su lujuria. Aunque también se refiere a ella tomando cerveza espumosa en una taberna, la escena de Malle Babbe, no de la "gitana". Ambos cuadros fueron vistos por Nijgh en una exposición en 1962.